# Prostaglandin E3
Prostaglandin E3 ist eine chemische Verbindung aus der Gruppe der Prostaglandine. Es ist ein Bestandteil des Eicosapentaensäure-Stoffwechsels. Prostaglandin E3 kommt natürlich in Tieren vor. Es wird hinsichtlich einer Beteiligung bei Krebs untersucht.